# 화신: 마음을 지배하는 자
《화신: 마음을 지배하는 자》(약칭 화신)는 SBS에서 2013년 2월 19일부터 2013년 10월 1일까지 방송된 토크 쇼 전문 예능 프로그램이다. 이 프로그램의 경우 전작격인 《야심만만》과의 포맷 차별성을 이뤄내지 못한 채 31회 만에 폐지되었다.

## 방송 시간
| 방송 채널 | 방송 기간                         | 방송 시간                            | 방송 분량 |
| --------- | --------------------------------- | ------------------------------------ | --------- |
| SBS TV    | 2013년 2월 19일                   | 매주 화요일 밤 11시 15분 ~ 12시 45분 | 90분      |
| SBS TV    | 2013년 2월 26일 ~ 2013년 3월 5일  | 매주 화요일 밤 11시 10분 ~ 12시 30분 | 80분      |
| SBS TV    | 2013년 3월 19일                   | 매주 화요일 밤 11시 10분 ~ 12시 30분 | 80분      |
| SBS TV    | 2013년 8월 13일 ~ 2013년 9월 10일 | 매주 화요일 밤 11시 10분 ~ 12시 30분 | 80분      |
| SBS TV    | 2013년 3월 12일 ~ 2013년 3월 12일 | 매주 화요일 밤 11시 10분 ~ 12시 40분 | 90분      |
| SBS TV    | 2013년 3월 26일                   | 매주 화요일 밤 11시 10분 ~ 12시 40분 | 90분      |
| SBS TV    | 2013년 4월 2일                    | 매주 화요일 밤 11시 20분 ~ 12시 40분 | 80분      |
| SBS TV    | 2013년 4월 16일 ~ 2013년 4월 30일 | 매주 화요일 밤 11시 20분 ~ 12시 40분 | 80분      |
| SBS TV    | 2013년 6월 18일                   | 매주 화요일 밤 11시 20분 ~ 12시 40분 | 80분      |
| SBS TV    | 2013년 7월 23일 ~ 2013년 8월 6일  | 매주 화요일 밤 11시 20분 ~ 12시 40분 | 80분      |
| SBS TV    | 2013년 9월 24일 ~ 2013년 10월 1일 | 매주 화요일 밤 11시 20분 ~ 12시 40분 | 80분      |
| SBS TV    | 2013년 4월 9일                    | 매주 화요일 밤 11시 20분 ~ 12시 50분 | 90분      |
| SBS TV    | 2013년 5월 7일 ~ 2013년 6월 11일  | 매주 화요일 밤 11시 20분 ~ 12시 50분 | 90분      |
| SBS TV    | 2013년 6월 25일 ~ 2013년 7월 16일 | 매주 화요일 밤 11시 20분 ~ 12시 50분 | 90분      |

## 생방송 편성
2013년 8월 27일 〈더 화신 라이브〉라는 부제로 생방송되었으며, 그 해 9월 24일과 10월 1일에도 생방송으로 진행되었다.

## 진행자
- 신동엽 (2013년 2월 19일 ~ 2013년 10월 1일)
- 김희선 (2013년 2월 19일 ~ 2013년 10월 1일)
- 김구라 (2013년 5월 14일 ~ 2013년 10월 1일)
- 봉태규 (2013년 5월 21일 ~ 2013년 10월 1일)
- 윤종신 (2013년 2월 19일 ~ 2013년 5월 14일)

## 게스트
| 회차 | 출연자   | 방송일                                                                |
| ---- | -------- | --------------------------------------------------------------------- |
| 1회  | 2월 19일 | 이수근, 은지원, 김종민, 전현무                                        |
| 2회  | 2월 26일 | 이수근, 은지원, 김종민, 전현무 박지영, 강혜정, 황광희, 정만식, 홍석천 |
| 3회  | 3월 5일  | 박지영, 강혜정, 황광희, 정만식, 홍석천                                |
| 4회  | 3월 12일 | 소이현, 김제동, 배수빈, 임슬옹                                        |
| 5회  | 3월 19일 | 김응수, 김태우, 김범수, 박규리                                        |
| 6회  | 3월 26일 | 노사연, 김경호, G-드래곤, 가희, 대성                                  |
| 7회  | 4월 2일  | 공형진, 김경란, 장광, 심이영, 김우빈                                  |
| 8회  | 4월 9일  | 정은지, 양희은, 이수영, 이도영, Simon D                               |
| 9회  | 4월 16일 | 김영옥, 김수미, 박재범, 임시완, 최필립, JK 김동욱                     |
| 10회 | 4월 23일 | 이경규, 김인권, 류현경, 유연석                                        |
| 11회 | 4월 30일 | 이경규, 김인권, 류현경, 유연석                                        |
| 12회 | 5월 7일  | 장기하, 정선희, 최화정, 컬투                                          |
| 13회 | 5월 14일 | 최강희, 봉태규, 서인국, 박정철                                        |
| 14회 | 5월 21일 | 이창훈, 성시경, 택연, 닉쿤, 찬성                                      |
| 15회 | 5월 28일 | 정유미, 신승환, 김지석, 장혁                                          |
| 16회 | 6월 4일  | 윤상현, 이보영, 이종석                                                |
| 17회 | 6월 11일 | 장윤정, 윤도현, 박지윤                                                |
| 18회 | 6월 25일 | 이효리, 박산다라, 씨엘, 이준                                          |
| 19회 | 7월 2일  | 장윤정, 윤도현, 박지윤 이효리, 박산다라, 씨엘, 이준                   |
| 20회 | 7월 9일  | 안문숙, 서인영, 임수향, 최원영                                        |
| 21회 | 7월 16일 | 이상우, 남상미, 김지훈, 장영남                                        |
| 22회 | 7월 23일 | 아이유, 박형식, 황광희, 이현우                                        |
| 23회 | 7월 30일 | 정웅인, 이유비, 효린, 소유                                            |
| 24회 | 8월 6일  | 이정현, 김현중, 김성경, 김현욱                                        |
| 25회 | 8월 13일 | 박은혜, 홍은희, 장혁                                                  |
| 26회 | 8월 20일 | 문희준, 데니안, 은지원, 토니안, 천명훈                                |
| 27회 | 8월 27일 | 김준호, 김대희, 클라라, 승리                                          |
| 28회 | 9월 3일  | 양동근, 오윤아, 故 권리세, 정준, 소정                                 |
| 29회 | 9월 10일 | 김병옥, 한승연, 유이                                                  |
| 30회 | 9월 24일 | 임창정, 정선희, 김지훈                                                |
| 31회 | 10월 1일 | 박명수, 천정명, 김윤성                                                |

## 시청률
최저 시청률과 최고 시청률은 시청률 조사회사와 지역별로 시청률에 차이가 있을 수 있습니다.
| 회차   | 방송일   | 시청률     | 시청률    |
| 회차   | 방송일   | TNmS(전국) | AGB(전국) |
| ------ | -------- | ---------- | --------- |
| 제1회  | 2월 19일 | 9.0%       | 8.4%      |
| 제2회  | 2월 26일 | 7.6%       | 8.5%      |
| 제3회  | 3월 5일  | 6.0%       | 6.3%      |
| 제4회  | 3월 12일 | 6.8%       | 7.0%      |
| 제5회  | 3월 19일 | 7.1%       | 6.9%      |
| 제6회  | 3월 26일 | 7.2%       | 6.9%      |
| 제7회  | 4월 2일  | 6.2%       | 6.9%      |
| 제8회  | 4월 9일  | 4.6%       | 4.9%      |
| 제9회  | 4월 16일 | 3.8%       | 4.8%      |
| 제10회 | 4월 23일 | 5.0%       | 5.4%      |
| 제11회 | 4월 30일 | 4.4%       | 5.3%      |
| 제12회 | 5월 7일  | 4.7%       | 6.0%      |
| 제13회 | 5월 14일 | 4.5%       | 5.3%      |
| 제14회 | 5월 21일 | 5.1%       | 5.9%      |
| 제15회 | 5월 28일 | 4.7%       | 5.6%      |
| 제16회 | 6월 4일  | 5.2%       | 5.8%      |
| 제17회 | 6월 11일 | 5.5%       | 7.1%      |
| 제18회 | 6월 25일 | 5.9%       | 6.3%      |
| 제19회 | 7월 2일  | 4.6%       | 5.5%      |
| 제20회 | 7월 9일  | 4.4%       | 5.9%      |
| 제21회 | 7월 16일 | 4.9%       | 6.8%      |
| 제22회 | 7월 23일 | 5.5%       | 6.4%      |
| 제23회 | 7월 30일 | 6.2%       | 6.9%      |
| 제24회 | 8월 6일  | 4.7%       | 5.0%      |
| 제25회 | 8월 13일 | 5.5%       | 6.1%      |
| 제26회 | 8월 20일 | 4.3%       | 5.2%      |
| 제27회 | 8월 27일 | 4.3%       | 4.5%      |
| 제28회 | 9월 3일  | 3.4%       | 3.8%      |
| 제29회 | 9월 10일 | 4.0%       | 4.4%      |
| 제30회 | 9월 24일 | 3.1%       | 4.2%      |
| 제31회 | 10월 1일 | 2.7%       | 3.3%      |

## 결방 사유
- 2013년 6월 18일 : 2014 브라질 월드컵 아시아 최종예선 대한민국 vs 이란 중계방송으로 인해 결방